# Spiraeanthemum graeffei
Spiraeanthemum graeffei är en tvåhjärtbladig växtart som beskrevs av Berthold Carl Seemann. Spiraeanthemum graeffei ingår i släktet Spiraeanthemum och familjen Cunoniaceae. Inga underarter finns listade i Catalogue of Life.